# Tornante

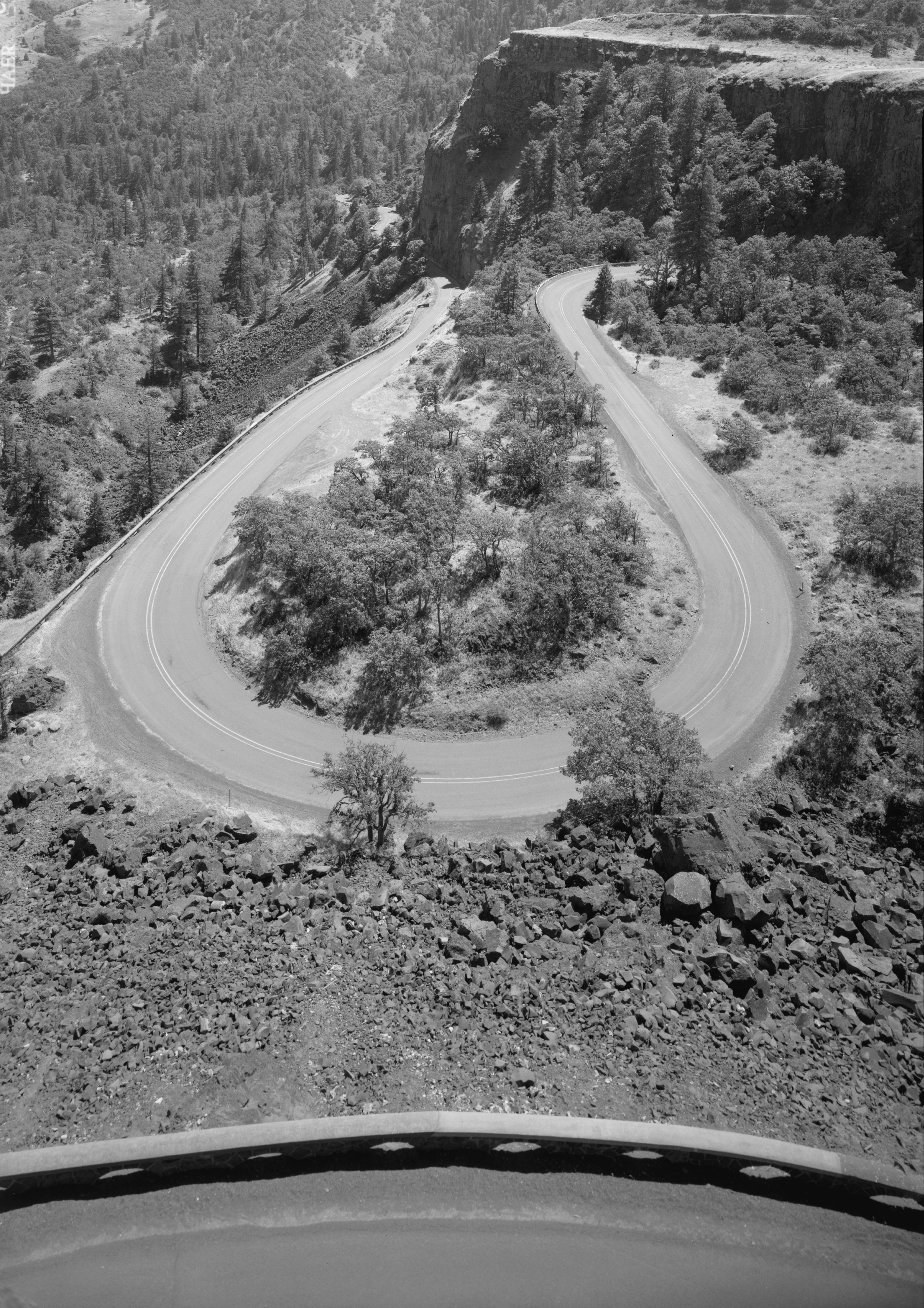
Un tornante

Il tornante, anche detto tourniquet o curva di ritorno, è la parte curvilinea di un tracciato stradale o ferroviario, la cui proiezione orizzontale presenta un angolo centrale prossimo a 180°, con andamento medio similare a quello di una semicirconferenza.

## Descrizione
La denominazione deriva dal fatto che i due rettifili congiunti da questo tipo di curva hanno un andamento pressappoco parallelo e, pertanto, chi segue il tracciato si trova ad ogni rettifilo in direzione opposta rispetto a quello precedente, con l'impressione di tornare al punto di partenza. 
Fino alla prima metà del XX secolo era più utilizzata la parola: tourniquet, mutuata dalla lingua francese nella quale tuttavia il termine ha un significato completamente diverso.